# Dysdera drescoi
Dysdera drescoi är en spindelart som beskrevs av Ignacio Ribera 1983. Dysdera drescoi ingår i släktet Dysdera och familjen ringögonspindlar.
Artens utbredningsområde är Marocko. Inga underarter finns listade i Catalogue of Life.